# 樊鎔
樊鎔（？—？），字汝陶，號性菴，山西太原府孟縣人，民籍，明朝政治人物。

## 生平
萬曆十年（1582年）壬午科山西鄉試第七名，萬曆十四年（1586年）丙戌科會試二百十三名，登三甲第一百七十三名進士。大理寺觀政，本年十二月授陕西咸阳县知县。十九年調觀城縣，二十年降調，卒。

## 家族
曾祖樊珂；祖父樊懋，曾任縣丞；父樊夷儀。母董氏；繼母王氏；繼母趙氏。